# Parc Louis-Armstrong
Le parc Louis-Armstrong est un jardin public situé à la limite du quartier français historique du Vieux carré de La Nouvelle-Orléans en Louisiane. Ce parc se dénommait place Beauregard avant d'être renommé[Quand ?] Louis Armstrong en l'honneur du célèbre jazzman louisianais.
Le parc Louis-Armstrong s'étend le long de la rue du Rempart (Rampart Street) dans le quartier de Tremé. Il a été conçu par l'architecte louisianais Riley Robin. Il comprend dans son espace le petit jardin public annexe de Congo Square.
Le parc abrite l'auditorium municipal de La Nouvelle-Orléans, le Théâtre des arts du spectacle de Mahalia Jackson.
Le parc Louis-Armstrong héberge le New Orleans Jazz National Historical Park qui se compose d'un espace de 16 000 m2 situé dans le parc Louis Armstrong loué par le National Park Service à l'intérieur d'un bâtiment, le Perseverance Hall N°4, un ancien édifice de la loge maçonnique, qui abrite un bureau, un centre de visiteurs, et des salles de concerts. Le parc Louis-Armstrong a accueilli les deux premières éditions du New Orleans Jazz & Heritage Festival en 1970 et 1971.